# تامي تاونسند
تامي تاونسند (بالإنجليزية: Tammy Townsend)‏ هي ممثلة أمريكية، ولدت في 17 أغسطس 1970 بلوس أنجلوس في الولايات المتحدة.

## وصلات خارجية
- تامي تاونسند على موقع IMDb (الإنجليزية)
- تامي تاونسند على موقع قاعدة بيانات الفيلم (الإنجليزية)